# Johann Altenstaig
Johann Altenstaig (geboren um 1480 in Mindelheim; gestorben nach 1524 ebenda) war ein deutscher Humanist und Theologe.

## Leben
Altenstaig studierte ab 1497 an der Universität Tübingen Poetik und Rhetorik bei Heinrich Bebel. 1498 wurde er Baccalaureus und am 11. Januar 1502 Magister artium. Sein Lehrer in Theologie war vermutlich Wendelin Steinbach. Am 21. Jan. 1507 wurde er auch Baccalaureus biblicus, brach das weitere Studium aber 1509 ab und wurde Lehrer für Latein, Rhetorik, Dialektik und Theologie am Augustiner-Chorherrenstift in Polling. Am 29. September 1511 empfing er die Priesterweihe. Von 1512 an bis zu seinem Tod war er Kaplan der Sebastiansbruderschaft in Mindelheim, hatte auch an der Pfarrkirche die Messpfründe des St. Sebastianaltars inne und war außerdem Lehrer an der Lateinschule der Augustiner-Eremiten. 
Diese Tätigkeiten ließen ihm reichlich Zeit für wissenschaftliche Interessen und Teilnahme am gelehrten Leben. Altenstaig war mit vielen Humanisten und Theologen befreundet, darunter insbesondere die Freunde aus der Tübinger Studienzeit Johannes Brassicanus, Johannes Boemus, Jakob Heinrichmann und vor allem Johannes Eck, ebenfalls Schüler des von ihm verehrten Bebel. Altenstaig war ein Gegner der Reformation, sein Kommentar zu Bebels kleruskritischem Triumphus Veneris von 1515 zeigt aber, dass er dessen kirchenkritische Sicht teilte. Bereits in seiner Tübinger Zeit hatte er das Vocabularius vocum (1508), eine Erläuterung zum Vokabular der Grammatiken von Brassicanus und Heinrichmann erstellt. Diese Sammlung, die durch ein 1514 ergänztes Register auch als eigenständiges Lexikon verwendbar wurde, erlebte in den folgenden Jahren zahlreiche Auflagen. 
Ein weiteres lexikografisches Werk, das theologische Begriffslexikon Vocabularium theologie, erschien 1517.
Sein Opus pro conficiundis epistolis von 1512 ist eine humanistische Brieflehre und Stilistik, in der er sich gegen die Regeln der spätmittelalterlichen Briefregeln und deren verderbte Latinität wendet, die Dialectica von 1514 ist ein Lehrbuch der Logik in nominalistischer Tradition. 
Altenstaig hat mehrfach betont, dass originäre Forschung nicht sein Ziel ist, vielmehr hat er sich ganz bewusst auf die Kompilation und Organisation bestehenden Wissens konzentriert, wozu auch gehörte, Hilfsmittel für den Unterricht wie die beiden von ihm verfassten Lexika bereitzustellen.
Gestorben ist Altenstaig nach 1524. Letzte Zeugnisse seiner Tätigkeit sind eine Schrift wider die Völlerei von 1524 und ein Brief Nikolaus Ellenbogs vom 4. März 1524.

## Werke
- Vocabularius vocum. Hagenau 1508 u. ö.
- Opus pro conficiundis epistolis. Hagenau 1512
- Dialectica. Hagenau 1514
- Triumphus Veneris Henrici Bebelii poetae laureati, cum commentario Joannis A. Mindelhaimensis. Straßburg 1515
- Isocrates Von dem Reich, Geteutscht (Übersetzung von de regno ad Nicoclem regem des Isokrates). Augsburg 1517
- Vocabularius theologiae. Hagenau 1517
- Opusculum de amicitia. Hagenau 1519
- De felicitate triplici. Hagenau 1519
- Underricht was ain Christenmensch thun oder lassen sol. Augsburg 1523
- Von der Füllerey. Straßburg 1525.